# Turniej o Puchar Rybnickiego Okręgu Węglowego 1978
Puchar Rybnickiego Okręgu Węglowego 1978 – zawody żużlowe, mające na celu wyłonienie zwycięzcy turnieju o Puchar ROW. Zawody w 1978 roku wygrał Piotr Pyszny.

## Finał
- Rybnik, 6 września 1978
- Sędzia:

| Msc. | Zawodnik             | Klub           | Pkt |             |  |
| ---- | -------------------- | -------------- | --- | ----------- |  |
| 1    | Piotr Pyszny         | Rybnik         | 15  | (3,3,3,3,3) |  |
| 2    | Jerzy Wilim          | Rybnik         | 13  | (3,3,2,2,3) |  |
| 3    | Bolesław Proch       | Gorzów Wlkp.   | 13  | (2,3,2,3,3) |  |
| 4    | Jan Nowak            | Rybnik         | 11  | (1,2,3,2,3) |  |
| 5    | Andrzej Marynowski   | Gdańsk         | 10  | (2,2,3,3,0) |  |
| 6    | Grzegorz Szczepanik  | Rybnik         | 10  | (2,2,3,2,1) |  |
| 7    | Zenon Plech          | Gdańsk         | 9   | (3,d,1,3,2) |  |
| 8    | Jerzy Kochman        | Świętochłowice | 9   | (2,3,1,1,2) |  |
| 9    | Andrzej Huszcza      | Zielona Góra   | 8   | (3,2,2,1,0) |  |
| 10   | Wojciech Żabiałowicz | Toruń          | 7   | (1,u,2,2,2) |  |
| 11   | Piotr Brachmański    | Rybnik         | 6   | (1,1,1,d,3) |  |
| 12   | Bronisław Klimowicz  | Rybnik         | 3   | (1,0,1,1)   |  |
| 13   | Krzysztof Głowacki   | Bydgoszcz      | 3   | (d,1,0,0,2) |  |
| 14   | Włodzimierz Heliński | Leszno         | 3   | (1,0,0,1,1) |  |
| 15   | Bernard Jąder        | Leszno         | 2   | (0,1,1,u)   |  |